# Пеле освајач
Пеле освајач (дан. Pelle Erobreren) је данско-шведски филм снимљен 1987. године. Награђен је Оскаром за најбољи филм на страном језику.

## Кратак садржај
Радња филма се одвија на данској фарми на острву Борнхолм крајем 19. и почетком 20. века. Ласе Карлсон, остарели фармер удовац, и његов син Пеле напуштају осиромашене јужне регионе Шведске на емигрантском броду и одлазе на данско острво Борнхолм, о којем су сањали као о обећаној земљи. На Борнхолму, Ласе је преузео најслабије плаћени посао на фарми. Пеле је већ две године стално вређан и понижаван као странац. Међутим, одрастајући, не очајава и нада се да ће остварити бољи живот о којем је сањао са оцем у Шведској.

## Главне улоге
| Глумац         | Улога        |
| -------------- | ------------ |
| Макс фон Сидоу | Ласе Карлсон |
| Пеле Хванегард | Пеле Карлсон |
| Ерик Паске     |              |
| Бјорн Гранат   |              |